# إنغيدي (أنغلزي)
إنغيدي (بالإنجليزية: Engedi, Bryngwran)‏ هي منطقة سكنية تقع في ويلز في أنغلزي.